# Управління програмами
Управління програмами - процес управління кількома взаємопов'язаними проєктами, спрямований на підвищення ефективності використання ресурсів, зниження ризиків та успішне завершення кожного проєкту. Насправді програмне управління близько пов'язані з системної та промислової інженерією.
Менеджер програми контролює всі проєкти в програмі та підтримує діяльність на рівні проєктів, щоб забезпечити досягнення загальних цілей програми. Він може надавати дані для прийняття рішень, повідомляти перспективу програми менеджеру проєктів, а також пропонувати ідеї та підходи для вирішення проєктних завдань, які мають вплив на програму. Зазвичай програмі потрібно відслідковувати та контролювати міжпроєктні залежності, а офіс управління проєктним портфелем часто не достатньо досвідчений у ризиках, проблемах, вимогах, дизайні та рішеннях, щоб з цим добре боротися. Менеджер програм потребує даних від менеджерів проєктів, щоб бути впевненим, що загальні цілі програми досяжні. У великих та/або складних проєктах може знадобитися окрема роль.

## Ключові фактори
Управління
Структура, процес та процедура контролю за операціями та цілями зміни продуктивності. Управління повинно включати набір метрик для вимірювання стану і статусу програми в найважливіших областях.
Регулювання
Програма повинна підтримувати бачення верхнього рівня, цілі та завдання.
Впевненість
Перевірте та затвердіть програму, переконайтеся у дотриманні стандартів та відповідноcті бачення.
Керівництво
Переконайтеся, що проводяться регулярні перевірки і в наявності підзвітності, а також у керівництві проєктів, стейкхолдерів і постачальників.
Інтеграція
Переконайтеся, що складові належним чином підходять один одному, щоб утворити належну цілісність. Функціонально та технічно оптимізуйте продуктивність по ланцюжку вартості.
Фінанси
Дослідіть основні витрати разом з адміністративними витратами програми.
Інфраструктура
Розподіл ресурсів впливає на витрати і успіх програми. Інфраструктура має покривати офіси, контроль версій та ІТ.
Планування
Розробте план, враховуючи інформацію про проєкти, ресурси, тимчасові обмеження, спостереження та контроль  .
Поліпшення
Постійно стежте за продуктивністю, досліджуйте та розвивайте нові можливості, систематично застосовуйте навчання та знання до програми.

## Відмінності від управління проєктами
Існують два різні погляди на те, чим програми відрізняються від проєктів.
З одного боку, результатом проєктів є результат (фізичні товари або послуга) , а результатом програм є наслідки  . З цього погляду підсумком проєкту може бути новий завод, лікарня або інформаційна система. Комбінуючи ці проєкти з іншими результатами та змінами, їх програми можуть призвести до збільшення доходів від нового продукту, до зменшення черг у лікарні або до зниження операційних витрат завдяки покращеній технології.
Інше бачення  полягає в тому, що програма лише великий проєкт, або набір (або портфель) проєктів. У такому разі метою використання програми є використання позитивного ефекту масштабу та зниження координаційних витрат та ризиків. Завдання менеджера проєкту – успішно завершити свій проєкт. Менеджер програми, з іншого боку, може цікавитися індивідуальними проєктами, але він стурбований сукупним результатом чи кінцевим станом. Наприклад, програма фінансового інституту може включати проєкт, який спрямований на використання переваг зростаючого ринку, а інший — на захист від несприятливих сторін падаючого ринку. Ці проєкти протилежні за своїми успішними результатами, але входять разом до однієї програми.
Відповідно до бачення, де результатом програм є наслідки, а проєктів — продукти, менеджмент програм зацікавлений у виконанні необхідних проєктів. Менеджер програми порівнюється з гравцем у шахи, а проєкти - використовувані чи жертвувані фігури  . Менеджмент проєктів, навпаки, зацікавлений у правильному виконанні проєктів. І також відповідно до цього бачення, успішні проєкти виконуються вчасно в рамках бюджету та вимог, у той час як успішні програми приносять довгострокові покращення організації. Поліпшення зазвичай виявляються через користь, що вони приносять. Організація повинна вибрати групу програм, які найближче відповідають її стратегічним цілям, водночас залишаючись у межах своїх можливостей. З іншого боку, бачення програми як просто великого проєкту чи набору проєктів передбачає, що програма має швидко принести відчутну користь.
Розглянемо наступний набір проєктів:
- розробка дизайну нового продукту – специфікація дизайну;
- модифікація виробничої лінії чи заводу — виробнича потужність;
- маркетинг - реклама, брошури та памфлети;
- навчання персоналу - співробітники, навчені продавати та підтримувати новий продукт.

Згідно з одним баченням, це різні проєкти в програмі. Але на практиці вони можуть бути і підпроєктами в рамках одного проєкту. Який підхід вибрати? І програмне, і проєктне управління є практичними дисциплінами, тому відповіддю на це питання має бути «Те, що працює», а це дуже залежить від природи тієї організації, в якій виконується проєкт. Як правило, програма розбивається на проєкти згідно з організаційною структурою. Проєкт дизайну виконується дизайнерською командою, завод керує модифікацією виробничої лінії тощо. Організаційна структура та організаційна культура — ключові фактори, від яких залежить те, як будується програма.
Відмінності між термінами "результат" і "наслідки" не дуже зрозумілі, крім як у повсякденному значенні. Кожен із проєктів, описаних вище, спрямований на створення певної "речі", відомої як "результат" або "продукт", і разом вони покращують організацію. Те, де малюється лінія між перевагою, що викликає покращення, та її складовими частинами, частково залежить від переваг і частково про культуру та структуру організації. У будь-якому випадку, переваги будуть насолоджуватися довгий час після закінчення програми та всіх її складових частин. Сенс у тому, що для того, щоб досягти максимальної користі, потрібно інтегрувати всі частини до єдиного цілого. Те, як називається процес, у якого проходить інтеграція, має другорядне значення розуміння корисності і хорошого управління процесом інтеграції.
Безліч програм займаються створенням можливості зміни. Користь від цього буде лише тоді, коли можливість передається лінійному керівництву та застосовується головною організацією. Тобто програмна команда сама не може принести користі. Користь є лише використання нової можливості.
Програми, як правило, створюються для виконання стратегічних цілей, наприклад, стати четвертим за розміром супермаркетом у регіоні до 2015 року або знизити втрати на 5% за два роки.
Відповідно до стандартів Інституту з Управління Проєктами (PMI), «Програма – це група взаємопов'язаних проєктів, керованих координованим способом для отримання переваг та контролю недоступних, якщо керувати ними окремо. Програми можуть включати елементи пов'язаної роботи поза рамками проєктів програми... Деякі проєкти програми можуть принести організації наростаючу користь до завершення самої програми».
У програмному управлінні також приділяється особлива увага координації та пріорітизації ресурсів між проєктами, управлінню зв'язками між проєктами та загальним витратам та ризикам програми.
Програмне управління може бути шаром над управлінням проєктами і фокусуватися на виборі кращої групи проєктів, оцінюючи їх за цілями і надаючи середовище, де вони будуть успішно виконуватися. Програмні менеджери не повинні втручатися в управління безпосередньо проєктами.
Головною відмінністю між програмним та проєктним управлінням є сама природа проєкту  — у проєкті завжди є конкретна дата завершення, інакше це програма, що виконується.
Одне з видінь на різницю між проєктом і програмою в бізнесі таке:
1. Проєкт унікальний та обмежений у часі. Програма не припиняється та виконується згідно бізнесу для досягнення певних результатів.
2. Проєкт призначений для досягнення результатів (output або deriverable) та його успіх залежить від досягнення потрібного результату у потрібний термін та за потрібною ціною.
3. Програмне управління включає управління проєктами, що, в цілому, покращує продуктивність організації. Успіх програми вимірюється вигодою (benefit).
4. Вигода є мірою поліпшення організації і може включати збільшений дохід, збільшений прибуток, знижені витрати, знижені втрати або збитки навколишньому середовищу, збільшення числа задоволених клієнтів. Для федеральних та місцевих урядових організацій вигода може полягати у кращій якості надання послуг суспільству.
5. На шляху досягнення необхідних результатів бізнес-програми усвідомлюють бізнес-обмеження та визначають необхідні для досягнення цілей процеси на підставі наявних ресурсів. Поліпшення процесів - це безперервна операція, що дуже відрізняє програму від проєкту.
6. На найнижчому рівні менеджери проєктів керують індивідуальними проєктами. Вони під контролем менеджера програми, який звітує спонсору (чи раді директорів).
7. Як правило, для зміни встановлених рамок проєкту існує процес. Програмі доводиться реагувати на зміни у стратегії та зміни в середовищі, в якому змінюється організація.

Інше бачення та інший успішний спосіб управління не визнає список, наведений вище, як фактори, що відрізняють проєкти від програм, а скоріше бачить програмне управління, як управління портфелем проєктів. З цієї точки зору, програмне управління — це процес вибору проєктів, регулювання швидкості їх виконання та регулювання їх рамок для того, щоб максимізувати вартість портфеля, тоді як змінюються економічні чи інші зовнішні умови.
Ще один підхід передбачає, що програмне управління є не що інше, як великий і складний проєкт, де інтеграційний аспект проєктного управління важливіший, ніж у менших проєктах. Інтеграційний менеджмент - основна особливість підходу до управління проєктами Інституту управління проєктами.
На практиці чіткого поділу не видно. Проєкти (або програми) бувають малими та простими, а бувають великими та складними. Те, що є проєктом в одній організації, може бути програмою в іншій. Все залежить від культури усередині цієї організації.

## Додаткові факти
З 2007 року PMI на основі «Standard for Program Management» проводить атестацію менеджерів програм — PgMP® (Program Management Professional)